# Guilherme Oliveira Santos
Guilherme Oliveira Santos (Jequié, 5 de febrer de 1988) és un futbolista brasiler que juga actualment a l'Atlético Mineiro. Té un xut considerable. Ja ho va demostrar amb el Vasco da Gama. Té una bona tècnica, i gran capacitat tant per aturar atacs com per crear perill a la porteria rival.